# 李金哲 (1991年)
李金哲（朝鮮文：리금철；英文：Ri Kum-Chol；1991年12月9日—），朝鮮足球運動員，入選過朝鮮國家足球隊。

## 簡歷
李金哲在2015年首次入選朝鮮國家足球隊，參加世界盃預選賽 。2018年參與了東亞足球錦標賽外圍賽第二圈，但得球差負給香港足球代表隊，不能成功獲得資格賽冠軍而取得決賽出線席位